# Distretto di Erfelek
Il distretto di Erfelek (in turco Erfelek ilçesi) è uno dei distretti della provincia di Sinope, in Turchia.